# Слимнишки проход
Слимнишкият проход (на албански: Qafë e Slimicës, на гръцки: Διάβαση Σλήμνιτσας) е високопланински проход в планината Грамос, граничен между Албания и Гърция.

## Описание
Проходът е разположен в северозападната част на Грамос и свързва долината на течащата на югоизток Слимнишка река, приток на Бистрица в Гърция, с долината на течащата на север Шара, приток на Девол. На север е хребетът на Грамос Вратца. През прохода, преди установяването на границата между Албания и Гърция, е минавал пътят от Слимница (Трилофос) за Николица.